# Mount Vernon (New York)
Mount Vernon is een plaats (city) in de Amerikaanse staat New York, en valt bestuurlijk gezien onder Westchester County.

## Demografie
Bij de volkstelling in 2000 werd het aantal inwoners vastgesteld op 68.381.
In 2020 was het aantal inwoners tijdens de census 73.893.

## Geografie
Volgens het United States Census Bureau beslaat de plaats een oppervlakte van
11,3 km², geheel bestaande uit land. Mount Vernon ligt op ongeveer 19 m boven zeeniveau.

## Plaatsen in de nabije omgeving
De onderstaande figuur toont nabijgelegen plaatsen in een straal van 4 km rond Mount Vernon.

## Geboren in Mount Vernon
- E.B. White (1899-1985), publicist, essayist en schrijver
- Johnny Marks (1909-1985), songschrijver van o.a. "Rudolph the Red-Nosed Reindeer"
- Art Carney (1918-2003), acteur
- Arthur Schawlow (1921-1999), natuurkundige en Nobelprijswinnaar (1981)
- Barbara Werle (1928-2013), actrice
- Dick Clark (1929-2012), presentator
- Denzel Washington (1954), acteur
- Susie Essman (1955), actrice, filmproducente, scenarioschrijfster en stand-upkomiek
- Michael O'Keefe (1955), acteur
- Larry Romano (1963), acteur
- Danny Mastrogiorgio (1964), acteur
- DMX (Earl Simmons) (1970-2021), rapper en acteur

## Galerij

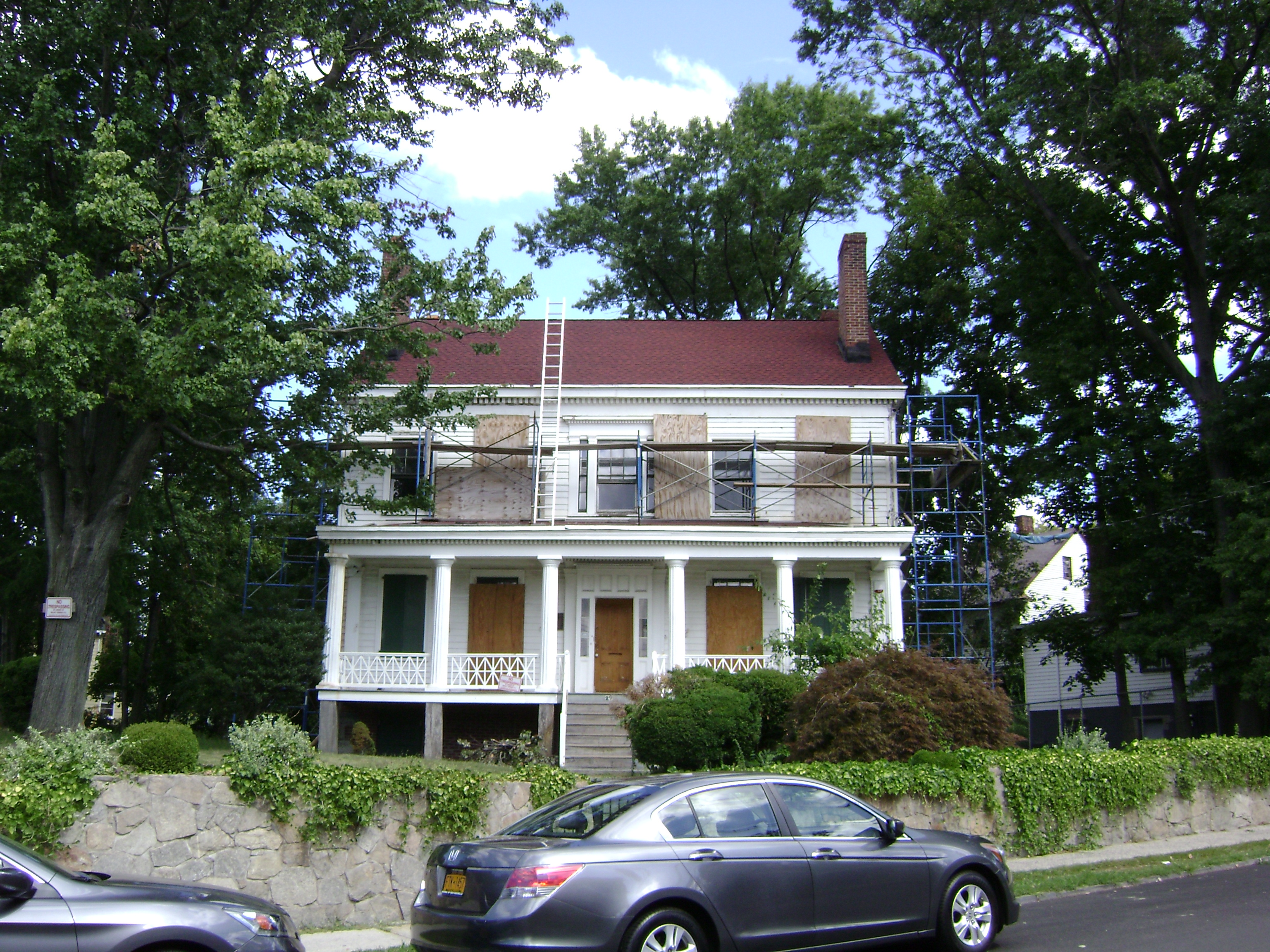
John Stevens House
Eerste methodistenkerk
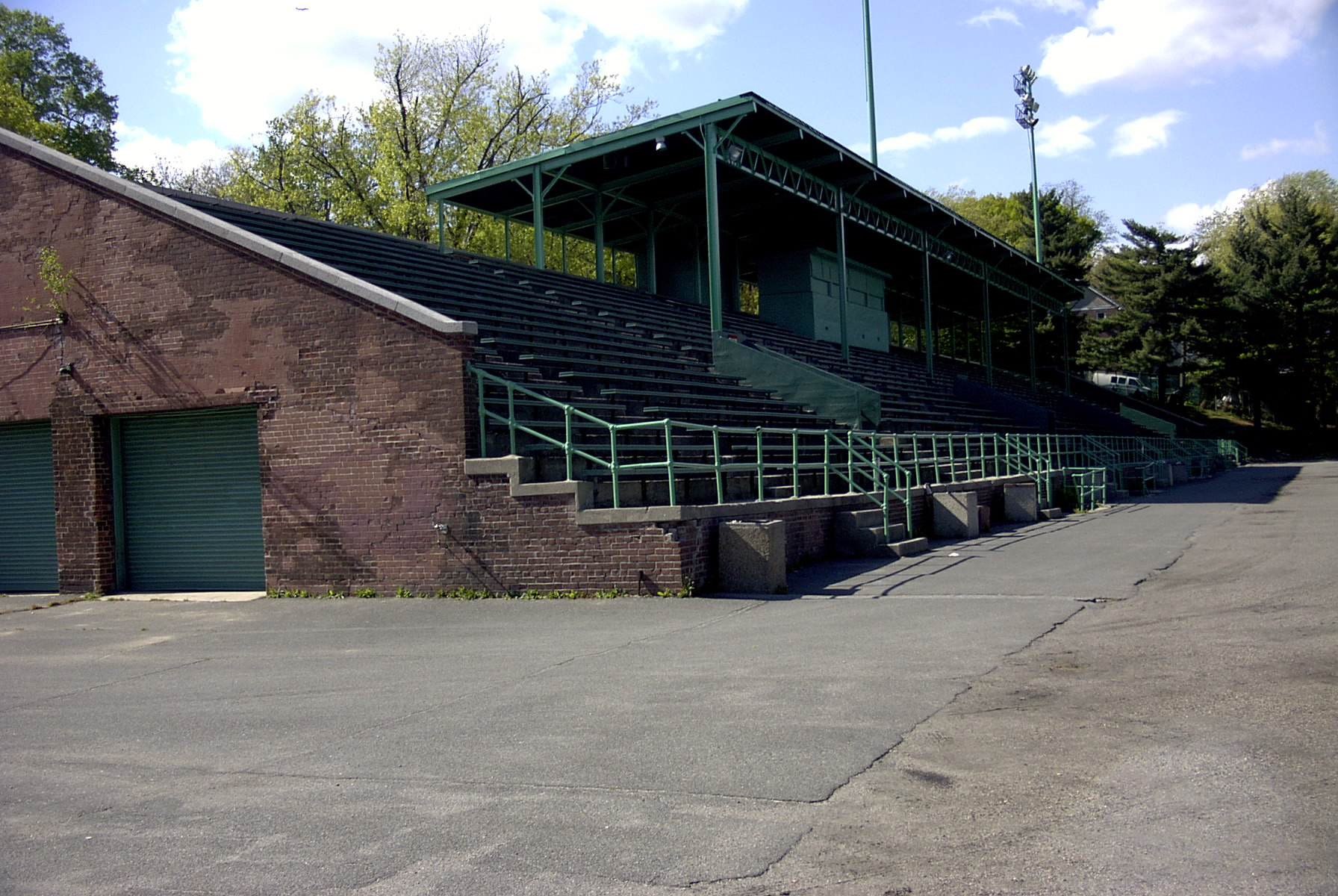
Sportstadion Memorial Field
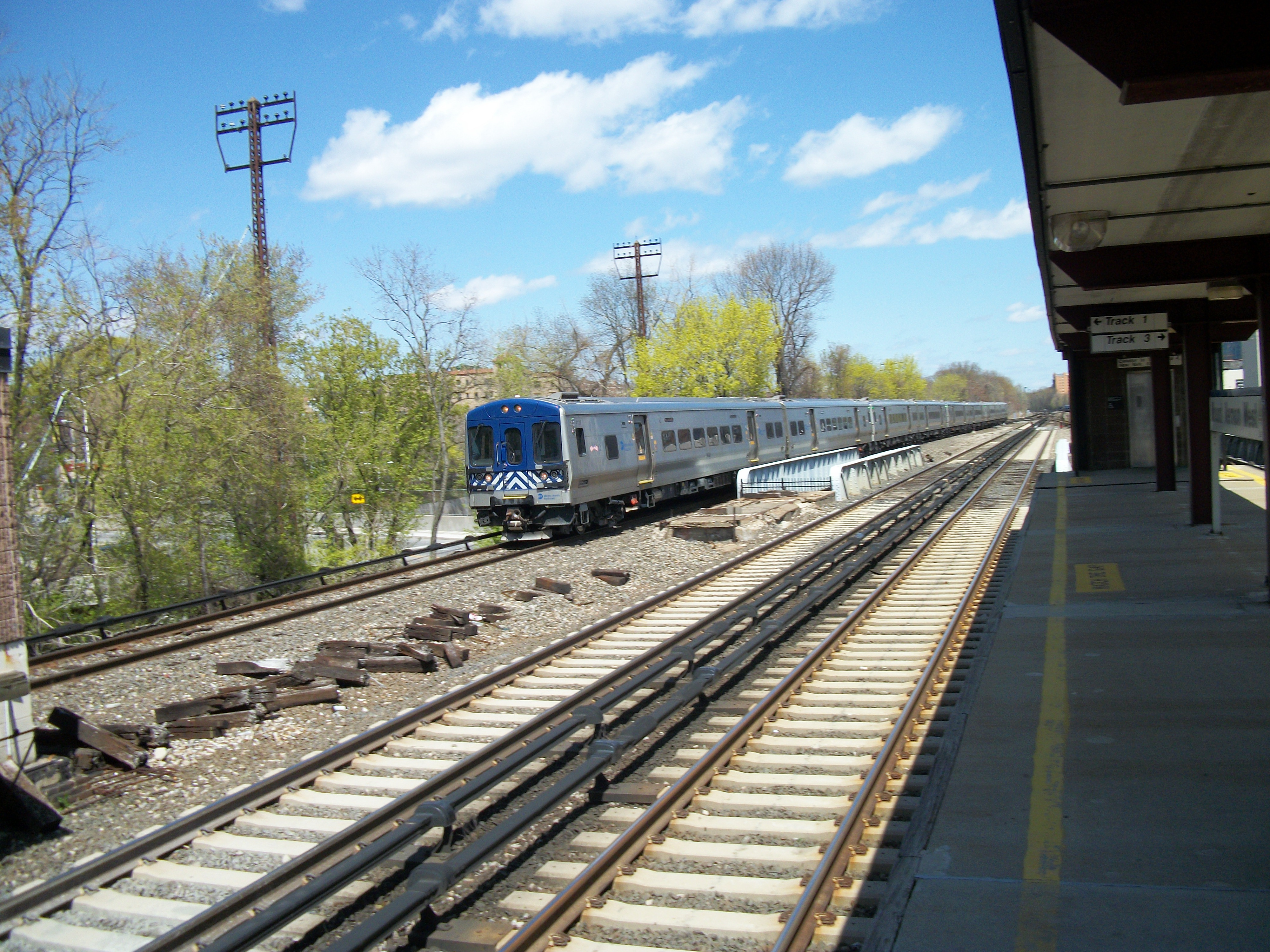
Station Mount Vernon West